# Canillá
Canillá è un comune del Guatemala facente parte del dipartimento di Quiché.
Sul territorio del comune sono stati rinvenuti reperti archeologici che testimoniano come la zona fosse abitata già in epoca precolombiana. La prima testimonianza documentale del periodo coloniale in cui si cita Canillá è la Descripción Geográfico Moral de la Diócesis de Goathemala, dell'arcivescovo Pedro Cortés y Larraz, che vi descrive un viaggio pastorale da lui compiuto tra il 1768 ed il 1770. Il comune venne invece istituito il 21 marzo 1893.